# Cleptosoma clavipes
Cleptosoma clavipes – gatunek chrząszcza z rodziny kózkowatych i podrodziny zgrzypikowych. Jedyny przedstawiciel rodzaju Cleptosoma.

## Zasięg występowania
Gatunek ten występuje w Chile.